# Western Australian Open 1978
Il Western Australian Open 1978 è stato un torneo di tennis giocato sull'erba. È stata l'8ª edizione del torneo, che fa parte dei Tornei di tennis maschili indipendenti nel 1978 e dei Tornei di tennis femminili indipendenti nel 1978. Si è giocato a Perth in Australia, dal 9 al 15 gennaio 1978.

## Campioni

### Singolare maschile
John Marks ha battuto in finale  Bob Carmichael con il punteggio di 6–0 7–5 6–3

### Doppio maschile
Informazione non disponibile

### Singolare femminile
Amanda Tobin-Dingwall ha battuto in finale  Wendy Gilchrist-Paish con il punteggio di 3–6 6–0 6–3

### Doppio femminile
Informazione non disponibile